# David Ramseyer
David Ramseyer (Roanne, 11 gennaio 1987) è un cestista francese con cittadinanza svizzera.

## Carriera
Dopo una rissa con Jules Aw avvenuta il 21 ottobre 2017 al termine di una gara interna di campionato contro Massagno, il Neuchâtel decide di porre fine al contratto.

## Palmarès

### Club
- Campionato svizzero: 1

Lions de Genève: 2014-15
- Coppa di Lega svizzera: 1

Lions de Genève: 2015